# Orde van Kamehameha I

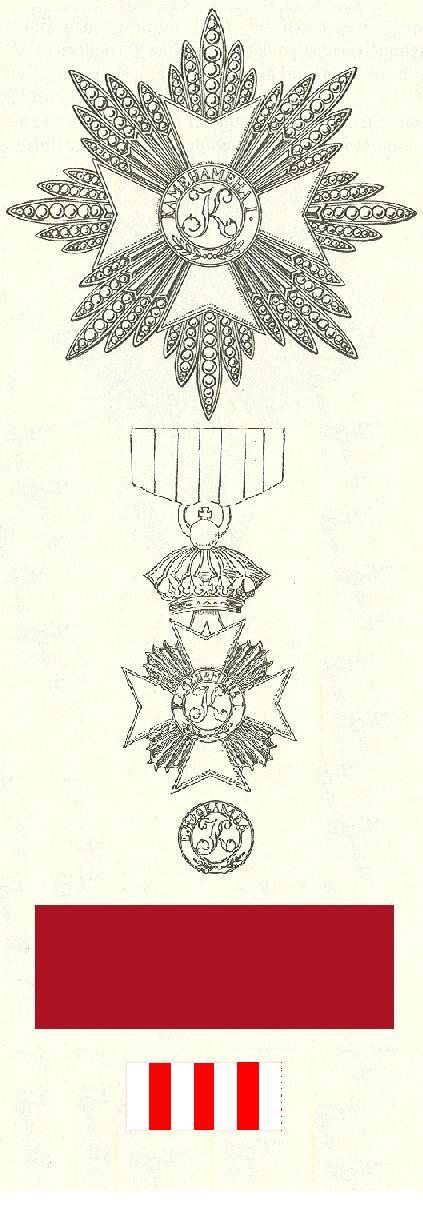
De ster, het ridderkruis en de linten van grootkruis en lagere rangen van de Orde van Kamehameha.

De Koninklijke Orde van Kamehema I (Engels:"Royal Order of Kamehamea I") was een Hawaïaanse Ridderorde en werd op 11 april 1865, andere bronnen noemen 4 april, in Honolulu gesticht.
De aanleiding was het zeventigjarig bestaan van het Koninkrijk. Koning Kamehameha I noemde de Orde naar zichzelf en bepaalde dat hij de Grootmeester zou zijn van deze Orde die 10 grootkruisen, 30 commandeurs en 50 ridders zou tellen.
Volgens Metcalfe werden er 40 Grootkruisen verleend; 11 op Hawaï en 29 daarbuiten. Er zijn twee ketens geregistreerd; aan Koningin Victoria en aan de Meiji keizer. Op een veiling in 1991 dook bij Sotheby's in Genève  desondanks een keten uit de nalatenschap van de Franse President Jules Grévy, 1879-1887 op. 
Het kleinood van de Orde was een wit Maltezer kruis met gouden stralen tussen de armen van het kruis en een medaillon met het monogram van de stichter en de tekst "KAMAHEMA I" op een cirkel daaromheen. Bij het ridderkruis is steeds zilver in plaats van goud gebruikt.
Boven het kruis dient een Hawaïaanse koningskroon als verhoging.
Op de keerzijde staat op de cirkel het devies "E HOOKANAKA" (Hawaïaans voor: "Wees een kerel").
Het lint van de Orde was voor de grootkruisen scharlakenrood met twee smalle witte biezen en voor de andere rangen uit zeven afwisselend rode en witte strepen.

## Afbeeldingen

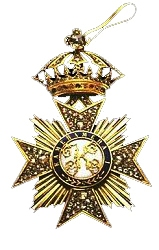
Kleinood met briljanten
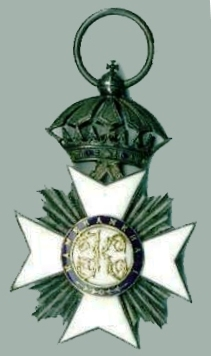
Ridderkruis
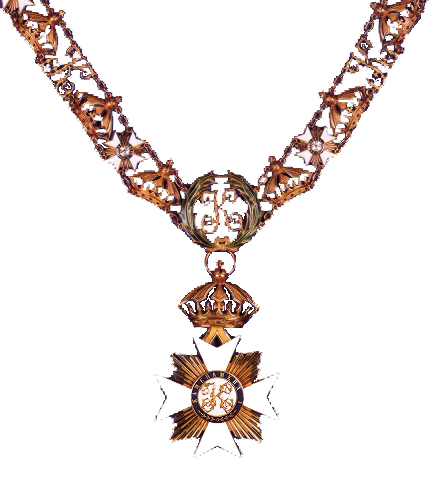
Keten
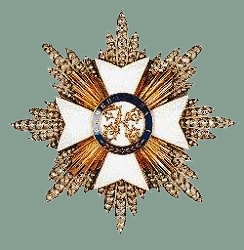
Ster